# Petr Vladyka
Petr Vladyka (* 9. listopadu 1974 Chrudim) je český fotbalista a futsalista, bývalý hráč Slavie a reprezentant ČR ve futsale.

## Fotbalová kariéra
Začínal v Chrudimi, kde nastřílel za půldruhé sezóny 31 branek, díky čemuž získal v sezóně 2000/2001 angažmá ve Slavii, kde hostoval. Zde strávil půl sezóny pod trenérem Karlem Jarolímem a nastoupil ve třech ligových a třech pohárových zápasech. Nový trenér Josef Pešice s ním však již nepočítal. Díky kontaktu s Miroslavem Beránkem přestoupil do Blšan, za něž odehrál sezónu 2001/2002 a vstřelil svůj první prvoligový gól.
V letech 2001-2007 byl Vladyka hráčem druholigové Jihlavy, s níž na rok v sezóně 2005/2006 postoupil do první ligy, v první lize odehrál za Jihlavu 29 zápasů a vsítil 5 branek.
Po sezóně 2006/2007 se vrátil do mužstva AFK Chrudim, kde s fotbalem začínal.
V roce 1999 reprezentoval Českou republiku na univerziádě, kde český celek skončil na čtvrtém místě.

## Působení ve futsale
Petr Vladyka je šestnáctinásobný český reprezentant ve futsale, zahrál dva zápasy neúspěšné kvalifikace na ME v roce 2000 i čtyři úspěšné na MS téhož roku, jehož se však nezúčastnil, protože se právě v době jeho konání snažil uchytit v sestavě Slavie. Za ČR vstřelil celkem 5 branek. V současné době hraje za prvoligový 1. FC Nejzbach Vysoké Mýto.

## Ostatní
Vystudoval gymnázium v Chrudimi a obor management volného času a rekreace v Hradci Králové. Jeho fotbalovými vzory byli Antonín Panenka a Michel Platini.